# حويش (كرخة)
حويش (بالفارسية: حویش) هي قرية تقع في إيران في قسم كرخة الريفي. يقدر عدد سكانها بـ 115 نسمة بحسب إحصاء 2016.